# Viki
Viki （1月11日 - ）は愛知県西尾市出身のシンガーソングライターである。
2003年5月21日「ちがうよ」でメジャー・デビュー。所属レコード会社はキングレコード。
四谷天窓.comfortを中心にライブ活動もしている。

## ディスコグラフィー

### シングル
1. ちがうよ（2003年5月21日）奥野真哉プロデュース
  1. ちがうよ
  2. Answer
  3. ずっとそのままで
2. 静寂の森（2003年10月1日）奥野真哉プロデュース
  1. 静寂の森
  2. 向日葵
  3. 真昼の月
3. プロローグ（2004年7月22日）
  1. プロローグ
  2. 恋はかけがえのないもの
  3. Signal
4. さようならクリスマス（2004年10月27日）
  1. さようならクリスマス（作詞：さだまさし）
  2. たいせつなひと（作詞・作曲：さだまさし）
  3. 君のこと
5. Always（2008年4月16日）
  1. Always
  2. 悲しいときは

### アルバム
1. 明日の元気になるように（2002年7月5日）インディーズミニアルバム
  1. Motion
  2. 幻の糧
  3. ちがうよ
  4. 静寂の森
  5. イノセンス
  6. TSUNAMI（サザンオールスターズのカバー）
2. Prologue（2004年11月26日）
  1. プロローグ
  2. ちがうよ(ALBUM VERSION)
  3. さよならを決めた日
  4. センチメンタル カフェ
  5. 心のつぶて
  6. 波の音が聴こえる?
  7. それから
  8. 夢の中、胸の奥
  9. 静寂の森(ALBUM VERSION)
  10. この恋の行方
  11. 君がいなくなった今